# Seine-et-Oise
Seine-et-Oise (78) was de naam van een Frans departement. Het was een van de 83 departementen die tijdens de Franse Revolutie op 4 maart 1790 werden opgericht.
Het departement is opgeheven op 1 januari 1968 (tegelijk met het departement Seine, dat geheel door Seine-et-Oise omsloten werd), door toepassing van de wet van 10 juli 1964 waarin herindeling van de Parijse regio werd beschreven.
De hoofdstad was Versailles. Op het moment van opheffing in 1968 telde het departement Seine-et-Oise 11 arrondissementen, 68 kantons en 688 gemeentes.
Uit Seine-et-Oise werden de nieuwe departementen Essonne, Yvelines en Val-d'Oise gevormd. 43 gemeenten werden overgeheveld naar de nieuw opgerichte departementen Hauts-de-Seine (9 gemeenten), Seine-Saint-Denis (16 gemeenten) en Val-de-Marne (18 gemeenten).
- Biblioteca Nacional de España: XX5316163
- Bibliothèque nationale de France: cb12119464b (data)
- Gemeinsame Normdatei: 4241158-0
- International Standard Name Identifier: 0000 0001 2097 1267
- Library of Congress Control Number: n81097123
- Nationale Bibliotheek van Israël: 987007552767505171
- Réseau des bibliothèques de Suisse occidentale: 02-A005474822
- Système universitaire de documentation: 029603986
- Virtual International Authority File: 168860481